# Der Geisterzug (1927)
Der Geisterzug ist ein deutsch-britischer Stummfilm aus dem Jahre 1927 mit Mystery- und Krimielementen. Unter der Regie von Geza von Bolvary spielt Ilse Bois die weibliche Hauptrolle. An ihrer Seite wirken der Brite Guy Newall, der Österreicher Louis Ralph und der Ungar Ernst Verebes in den männlichen Hauptrollen. Die Geschichte basiert auf dem Bühnenstück „The Ghost Train“ (1923) von Arnold Ridley (1896–1984).

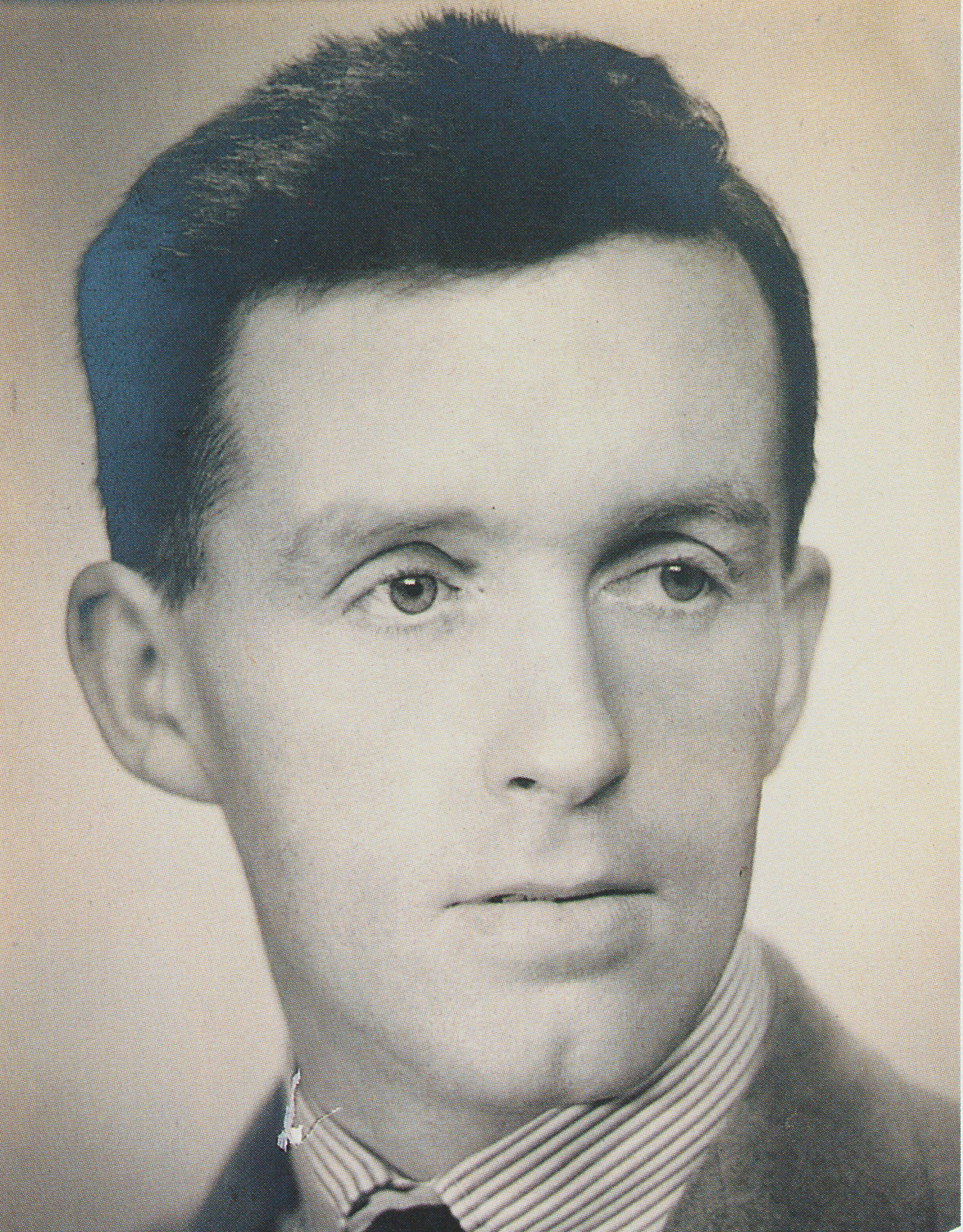
Vorlageautor Arnold Ridley (1921)

## Handlung
Die Handlung beginnt zu mitternächtlicher Stunde an einem verlassen wirkenden Landbahnhof, wo eine Reihe sehr unterschiedlicher Menschen im Warteraum ihren Zug vorübergehend verlassen müssen. Das buntgemischte Publikum stellt sich unter anderem aus zwei Ehepaaren – eins auf der Hochzeitsreise, eins auf der Scheidungsreise – zusammen, einer alten Jungfer namens Ophelia Bourne und dem monokelbehafteten Geck Teddy Deakin, der ein wenig trottelig und zerstreut wirkt. Sie alle lassen sich nicht vom Stationsvorsteher dazu überreden, die Halle zu verlassen, da er gern über Nacht das Gebäude abschließen möchte. Eine andere Möglichkeit, irgendwo in der Gegend unterzukommen, bis es weitergeht, gibt es nämlich nicht. Auch mit der Spukmär von einem Geisterzug, der hier manchmal nachts vorbeirauscht und allen, die ihn erblicken den Tod bringt, kann er die Passagiere nicht vertreiben.
Bald aber stellt sich heraus, dass die Geschichte vom Geisterzug nur dazu dient, keine Zeugen für revolutionäre Umtriebe zu bekommen, denn sozialistische Agitatoren befördern mit dem Geisterzug haufenweise Waffenladungen sowjetischer Provenienz in britische Bergbaureviere, um dort einen Umsturz gegen das sie knechtende Kapital vorzubereiten. Doch anders als erwartet hat der britische Staat längst seinen „besten Mann“ zur Bahnstation geschickt, um hinter das Geheimnis des angeblichen Geisterzugs zu kommen: Als der entpuppt sich ausgerechnet der leicht verpeilt wirkende Teddy Deakin, der beim finalen, schussreichen Showdown den Revoluzzern am Bahnhof den Garaus macht.

## Produktionsnotizen
Der Geisterzug, eine frühe deutsch-britische Coproduktion, entstand im April und Juni 1927 in den Filmstudios der UFA und in Staaken bei Berlin. Der Film passierte die Filmzensur am 30. September desselben Jahres und wurde am 29. Oktober in Berlins Marmorhaus uraufgeführt. Der für die Jugend verbotene Sechsakter besaß eine Länge von 2072 Meter und erhielt das Filmprädikat „künstlerisch“. Ab dem 20. Januar 1928 wurde der Streifen auch in Österreich gezeigt.
Produzent Hermann Fellner war auch Produktionsleiter. Die Filmbauten gestaltete O. F. Werndorff.
Nach acht Jahren Filmpause kehrte Ilse Bois für diese Produktion letztmals vor die Kamera zurück, im Tonfilm war sie nicht mehr aktiv.

## Wissenswertes
Im englischen Original sind es Alkoholschmuggler, die den Geisterzug für ihre dunklen Geschäfte benutzen; in der deutschen Fassung hingegen wurden aus ihnen finstere, waffenschmuggelnde Revolutionäre gemacht.

## Hintergrund
The Ghost Train wurde 1923 als Theaterstück in Brighton uraufgeführt und lief, trotz eher weniger guten Besprechungen, zwischen November 1925 und März 1927 ununterbrochen vor ausverkauftem Haus in Londons St. Martin’s Theatre. Unmittelbar danach entschloss man sich zu dieser ersten offiziellen Filmfassung nach Ridleys Bühnenvorlage.
Der Erfolg des Films in Österreich veranlasste die Betreiber des Deutschen Volkstheaters in Wien, im Juni 1928 die Ridley-Vorlage auch auf die hauptstädtische Bühne zu holen.

## Kritiken
Die Wiener Tageszeitung Der Tag schrieb, die Geschichte „vereinigt in sich sowohl alle Momente eines spannenden Kriminalfilms, als auch des glänzenden Lustspieles. (…) Die Gestalten des Films sind gut gesehen und glänzend dargestellt, meist als komische Typen, die in den Schrecken dieser Gespensternacht sich in den Grundzügen ihres Wesens vor uns zeigen. Hervorgehoben sei das Spiel Guy Newalls … der als „dummer, junger Mann“ eine unvergleichliche Figur macht, auch am Schluss, wo er sich als geschickter Detektiv entpuppt. Ernst Verebes als frischgebackener Ehemann und Ilse Bois als alte Jungfer stehen mit ihren Leistungen ebenfalls an erster Stelle.“
Die kommunistische Rote Fahne echauffierte sich vor allem über die Drehbuchidee, dass hier Kapital und Proletarier Hand in Hand gehen: „Daß zu den Verbündeten der Arbeiter ein Schloßbesitzer samt Familie zählt, gehört mit zu den Dummheiten dieser Filmgeschichte.“ Darüber hinaus wurde der Spannungsbogen und die fesselnden Bilder gelobt. Auch die schauspielerischen Leistungen, vor allem die Newalls und Ilse Bois‘, wurden gewürdigt. Fazit: „Alles in allem ein Film, in dem Regisseur, Operateure und Schauspieler das gutmachen, was die Autoren verpfuscht haben.“